# Ambystoma mabeei
Ambystoma mabeei is een salamander uit de familie molsalamanders (Ambystomatidae). De soort werd voor het eerst wetenschappelijk beschreven door Sherman Chauncey Bishop in 1928. De soortaanduiding mabeei is een eerbetoon aan William Bruce Mabee.

## Verspreiding en leefgebied
Deze soort komt voor in delen van zuidelijk Noord-Amerika en is endemisch in de Verenigde Staten. De salamander komt voor op lage hoogten van de Coastal Plain van Noord- en Zuid-Carolina en Virginia.